# シンガプーラ
シンガプーラ（Singapura）はネコの品種のひとつ。小型のネコであることから、小さな妖精とも呼ばれる。原産国は1970年に初めて発見されたシンガポール。

## 特徴
現在、公認されている純血種の中では世界最小で、成猫のオスでも2kgほどにしかならないと言われている。しかし、近親交配が減ってきた今では、3kg以上あるオスの方が多いとされる。
頭は丸い。体格は、筋肉質で、小さいアビシニアンのようにも見える。短毛種で、毛色はセピアアグーティのみ。
目は黒のアイラインで縁取られたアーモンド型。目色は、グリーン、ヘーゼル、イエロー。

## 歴史
もともとシンガポールでは時折見かけられていたものの、現地の人に興味をもたれる事は無く、1972年にシンガポールに生息する大きな瞳を持つ象牙色のネコの話に興味を抱いていて訪れたアメリカ人、メドウ夫妻によってアメリカへ持ち込まれるまで広く知れ渡ることは無かった。その後キャットショーに出陳され1979年に公認を受けるにいたった。しかし夫妻が以前からバーミーズやアビシニアンを飼育していたことや、シンガプーラにこの両種の特徴が見られることから一部で疑問を呈する声もあったが、現在に於いてもネコゲノムはヒトほど解明されていないこともあり血統の詳細が不明なまま正式に登録されることになった。

## 性格
性格は愛情深く、声が小さいことからおとなしい印象を持たれることが多い。
その一方で好奇心旺盛で動き回ることも多いため、「小さな暴れん坊」という異名を持つ。

## 飼育
短毛種であり、手入れは比較的簡単。最近は、3-4kgまで大きくなることも多いため、飼う前にそのことを念頭に置いておく必要がある。大きくなる個体では6.5kgを超える(肥満ではないと診断された)ものもいる。
骨格の問題で「香箱座り」はできないか、不完全。

## ギャラリー

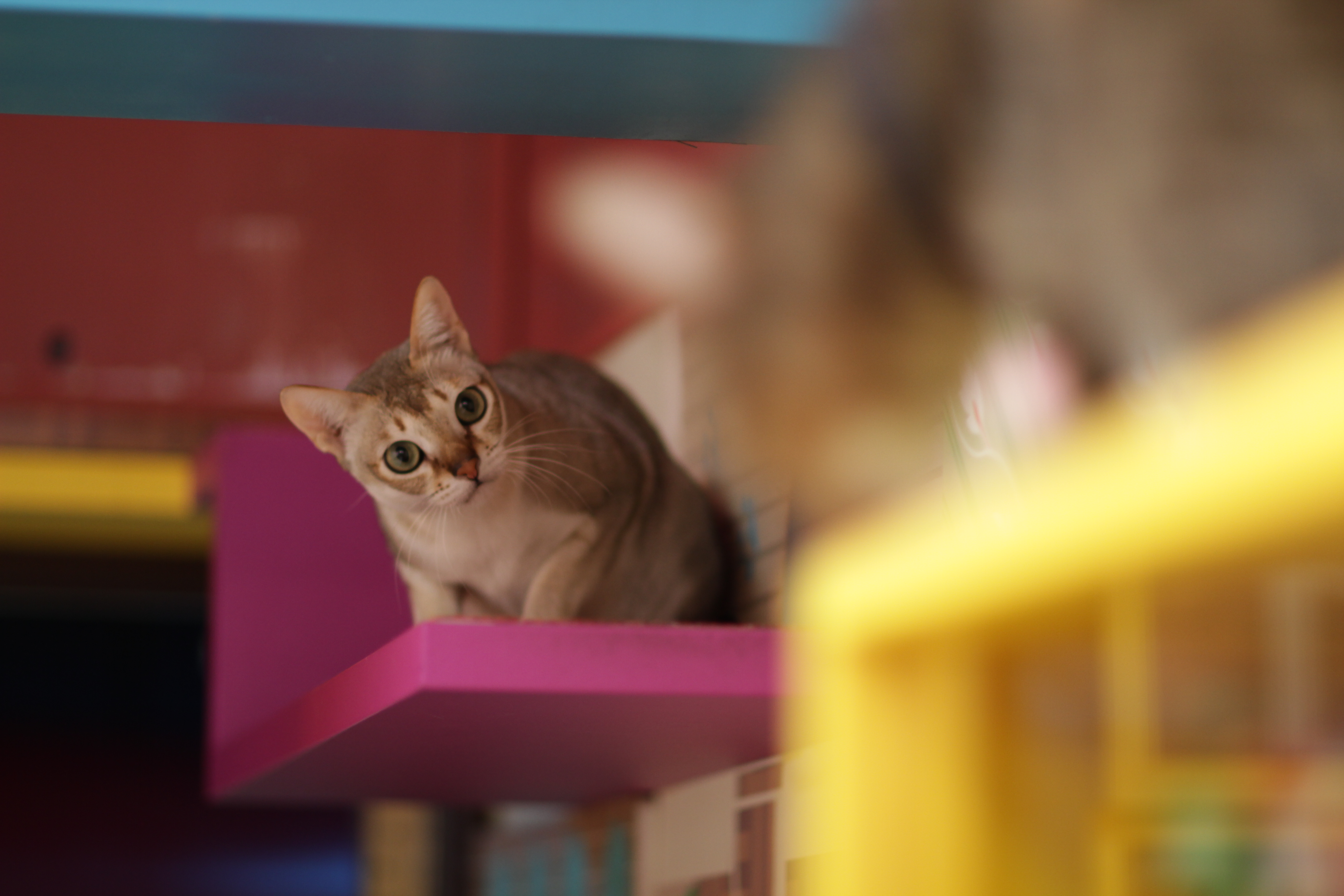
鏡を覗くシンガプーラ
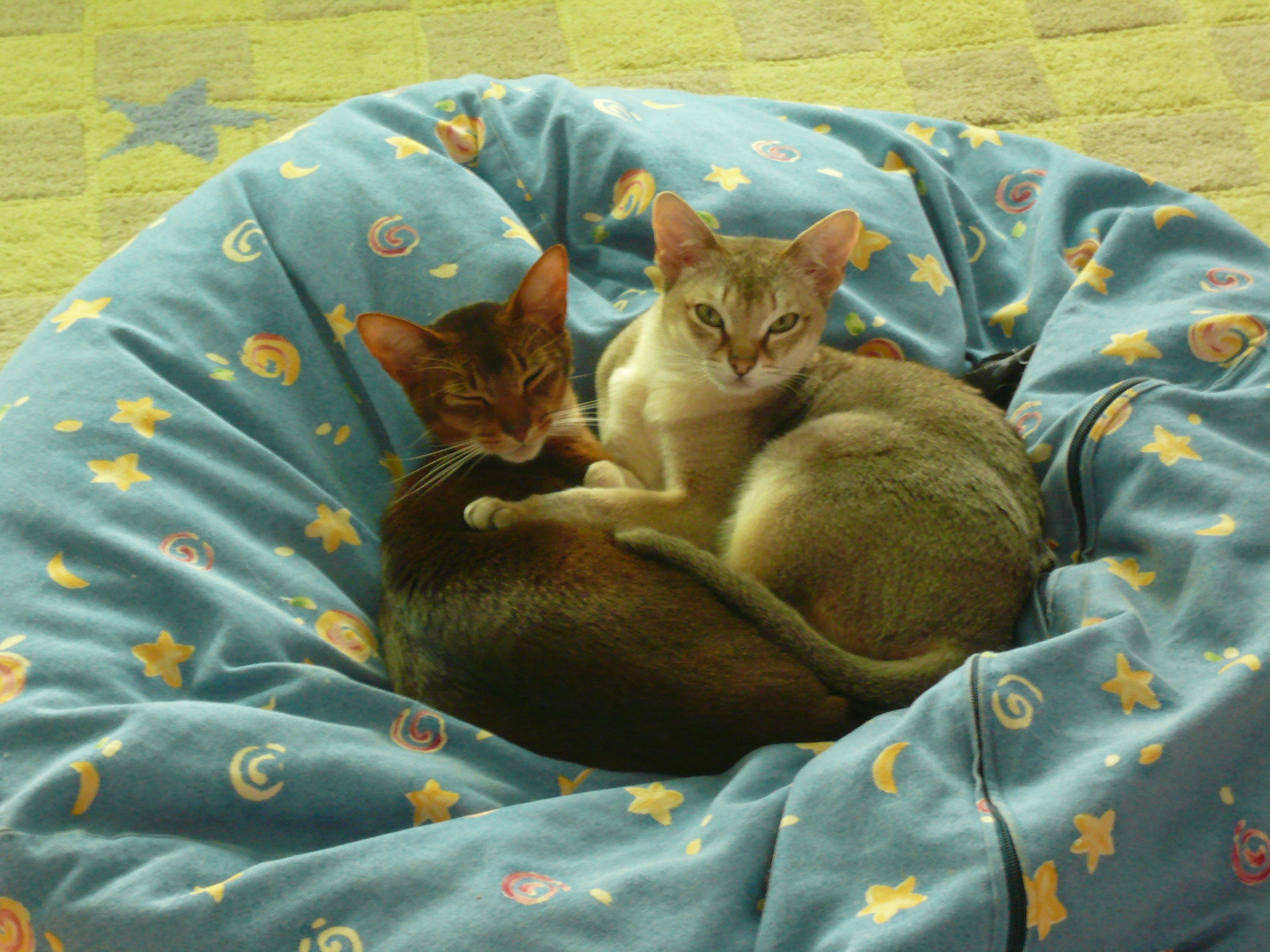
アビシニアン（左）とシンガプーラ（右）
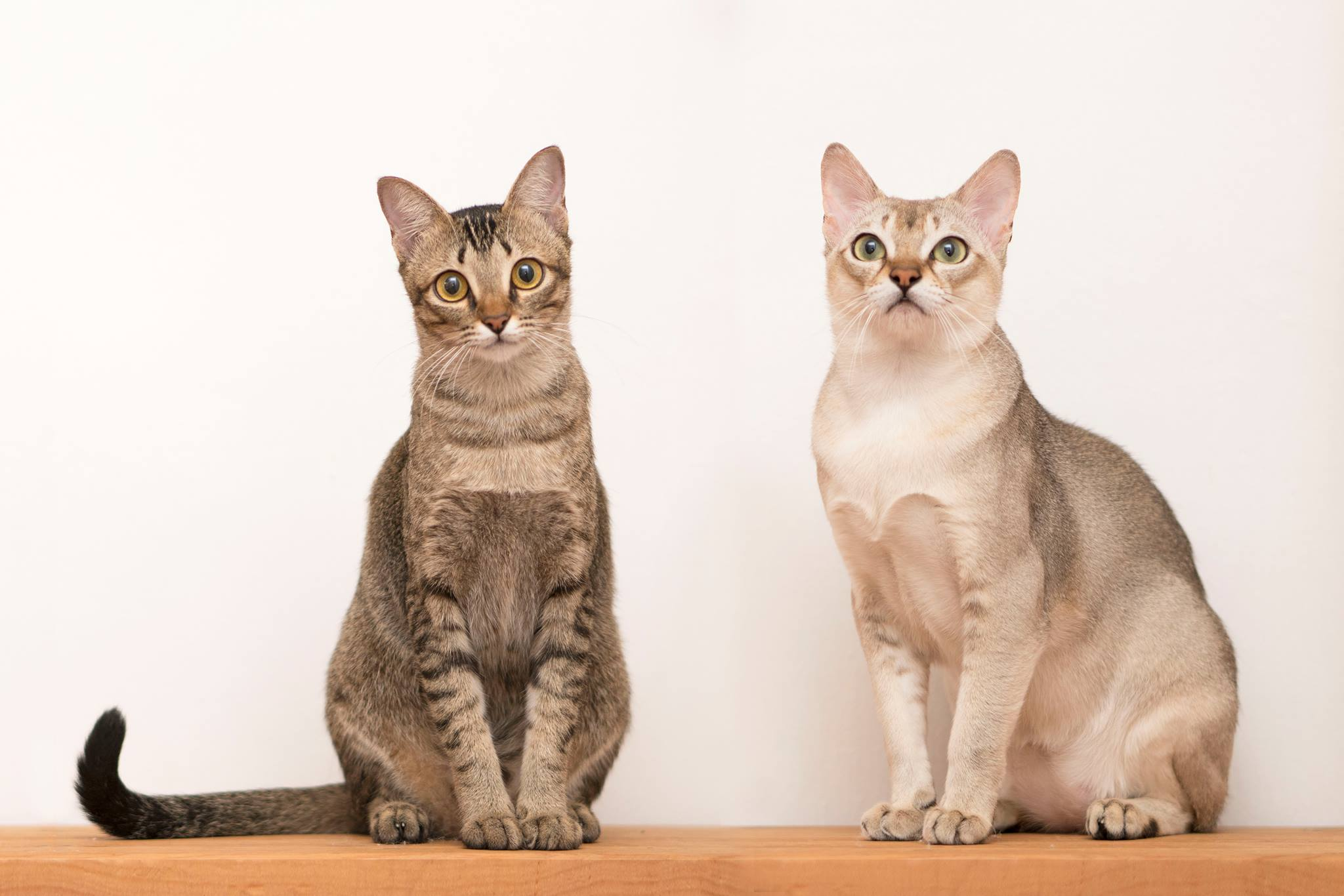
2匹のシンガプーラ
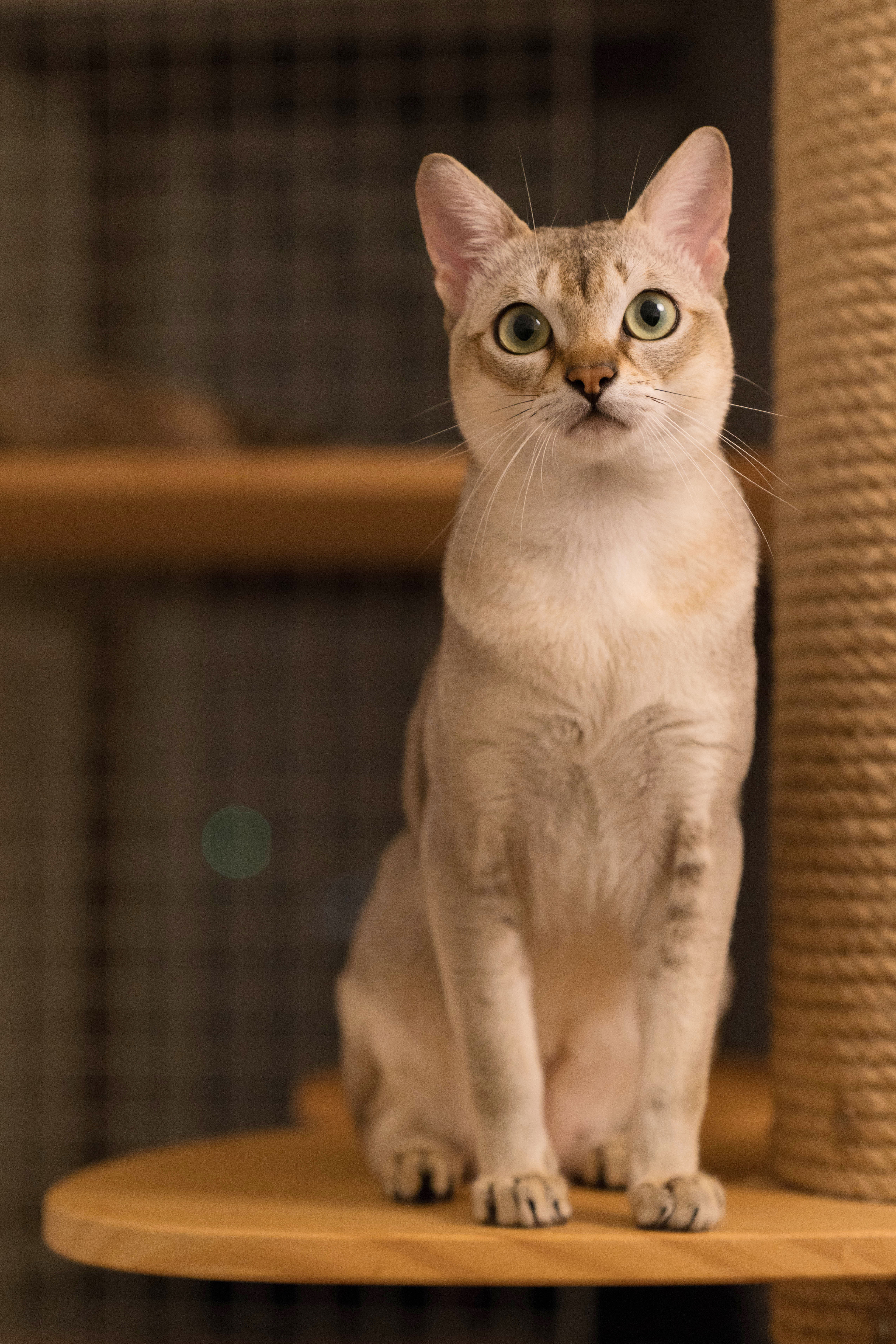
佇むシンガプーラ